# Hyperintensitet

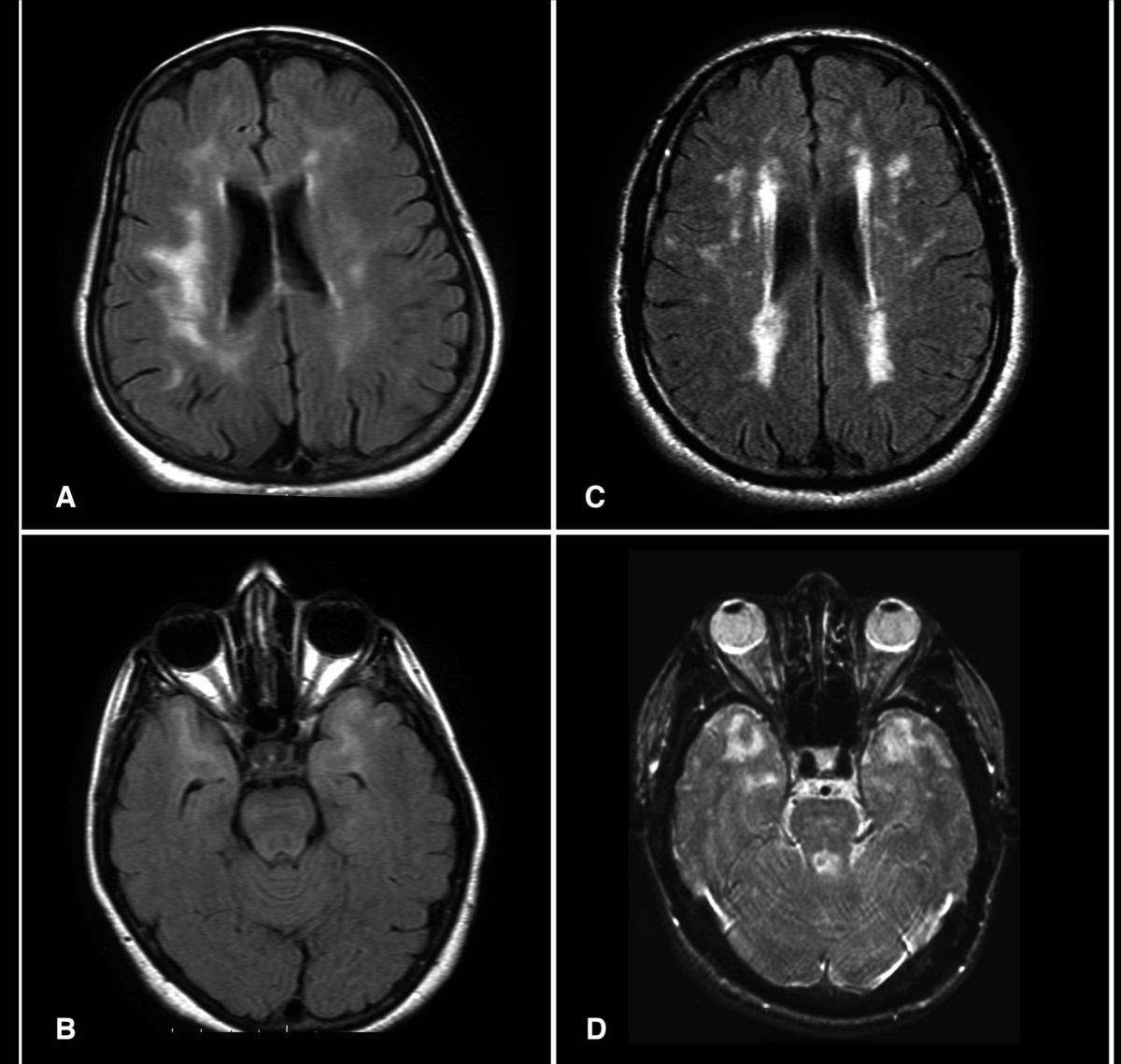
MRI-bilder som visar hyperintensitet

Med hyperintensitet avses ett område i hjärnan som uppvisar hög intensitet vid vissa sorters magnetkameraundersökningar, så kallade MRI. Dessa små områden med hög intensitet kan uppstå naturligt till följd av åldrande men uppstår även i samband med en rad mentala åkommor, till exempel är hyperintesitet mellan 2,5 och 3 gånger vanligare hos personer som lider av bipolär sjukdom. Hyperintensitet visar sig i form av ljusa fläckar på bilderna från MRI.
Hyperintensitet delas vanligen in i tre olika typer beroende på var i hjärnan förändringen uppstår. 
Forskning som bedrivits genom obduktioner i kombination med MRI visar på att hyperintensitet är utrymmen som uppstår till följd av ett lokalt reducerat blodflöde. 